# سنجیدا شیخ
سنجیدا شیخ (انگلیسی: Sanjeeda Sheikh؛ زادهٔ ۲۰ دسامبر ۱۹۸۴) مجری، مدل، هنرپیشه، رقصنده، و بازیگر تلویزیون اهل هند است. او در کویت متولد شده است و در تلویزیون هند فعالیت دارد.
از فیلم‌هایی که وی در آن نقش داشته‌است می‌توان به بال اشاره کرد.